# Bundesstraße 322

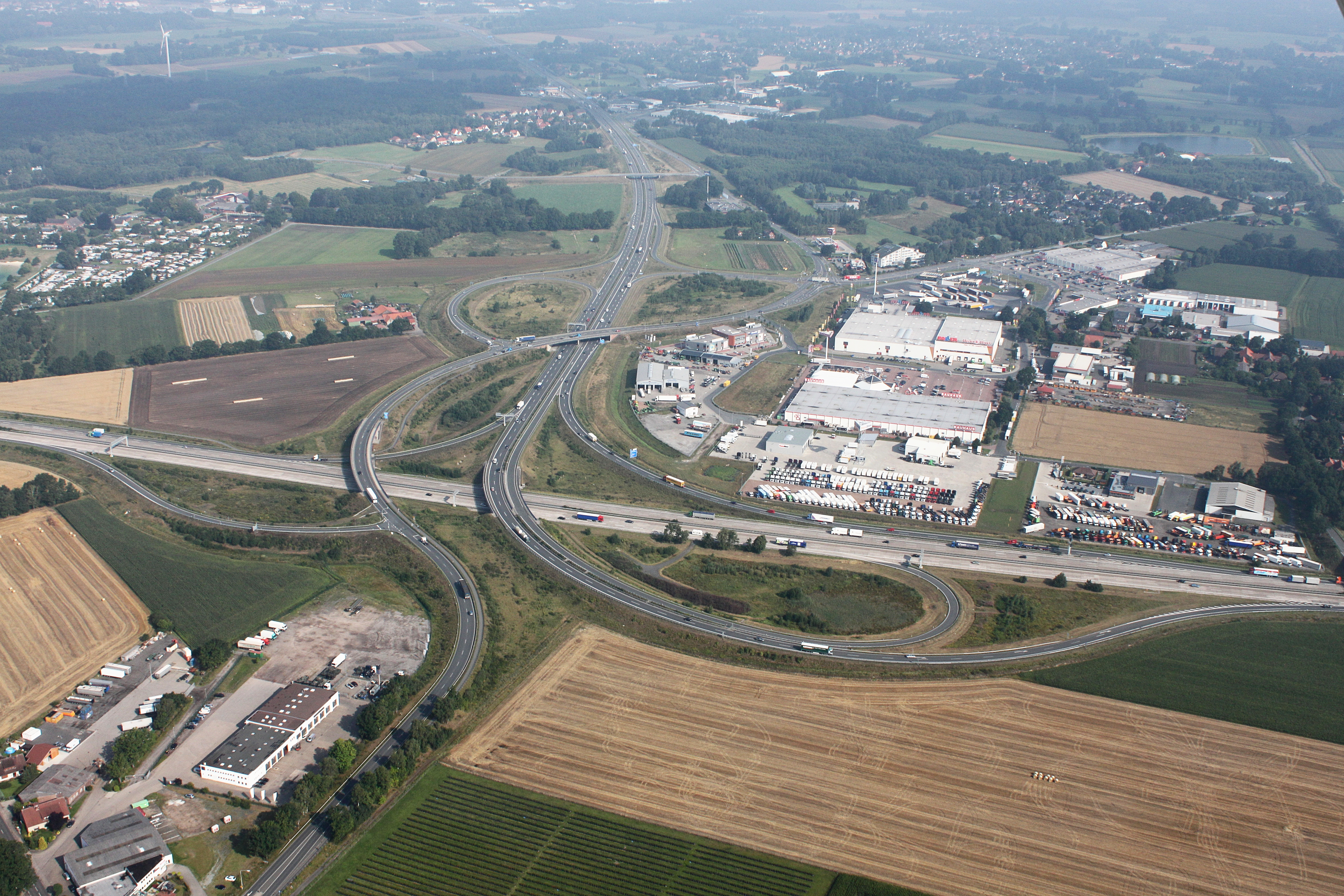
Die Bundesstraße 322 (vom unteren Bildrand kommend) endet an der A 28 (die vom oberen Bildrand her kommt)

Die Bundesstraße 322 (Abkürzung: B 322) ist eine etwa sechs Kilometer lange deutsche Bundesstraße bei Stuhr. Sie beginnt an der Anschlussstelle Groß-Mackenstedt der A 28, kreuzt das Dreieck Stuhr der A 1 um kurz dahinter an der B 6 zu enden.

## Geschichte
Bis 2008 begann die Straße bereits am Dreieck Delmenhorst und war zehn Kilometer lang. Der nun nicht mehr existierende Abschnitt diente vorzugsweise der Anbindung der A 28 an die A 1. Diese Anbindung wurde durch die Verlängerung der A 28 bis 2008 ersetzt.